# Hubert Michaux (sénateur)
Hubert-Ernest Michaux (12 janvier 1822 (Vaux-Montreuil), 21 juillet 1888 (Paris)) est un fonctionnaire colonial et homme politique français, sénateur de la Martinique de 1883 à sa mort.

## Œuvres
- Ernest Hubert Michaux, Étude sur la question des peines, Paris, Challamel aîné, 1872, VIII-284 p.
- Ernest Hubert Michaux, L'Impôt, Paris, Challamel aîné, 1885, VII-217 p..